# تاوتون
latitudeتاوتونlongitudeتاوتون
تاوتون (انگلیسی: Towton) یک روستای کوچک و محله مدنی است که در منطقه سلبی از شمال یورک‌شر انگلستان واقع شده، عمده شهرت این روستا به دلیل واقع شدن یکی از خونین‌ترین جنگ‌های رخ داده در انگلستان یعنی نبرد تاوتون می‌باشد که یکی از جنگ‌های مشهور رزها می‌باشد، مبارزه‌ای که در یکشنبه نخل صورت گرفت مصادف با ۲۹ مارس ۱۴۶۱

## نگارخانه

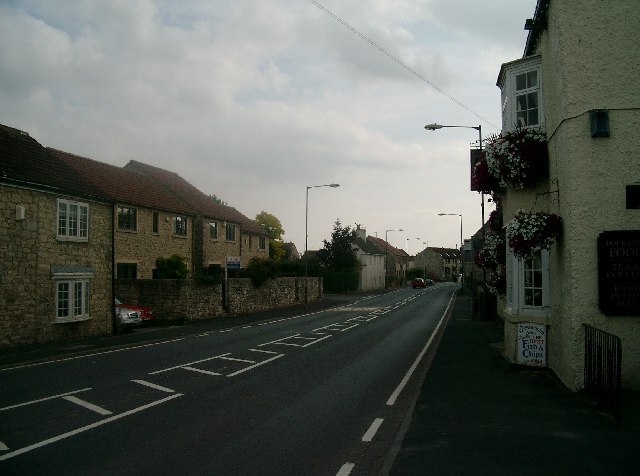